# DZ Большой Медведицы
DZ Большой Медведицы (лат. DZ Ursae Majoris) — одиночная переменная звезда в созвездии Большой Медведицы на расстоянии (вычисленном из значения параллакса) приблизительно 10100 световых лет (около 3097 парсеков) от Солнца. Видимая звёздная величина звезды — от +13,5m до +12m.

## Характеристики
DZ Большой Медведицы — пульсирующая переменная звезда типа RV Тельца (RVB:).